# 난호

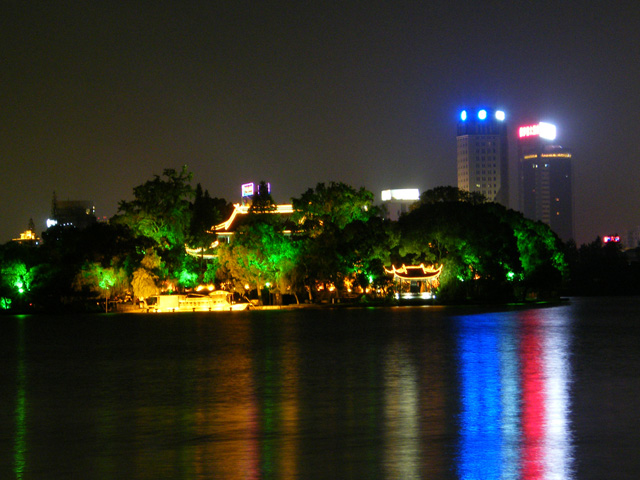
자싱 난후의 야경

난후(南湖)는 중국 저장성 자싱의 호수이다. 면적인 0.54 km2, 수심은 2.5m이며, 원앙호(鴛鴦湖) 또는 원호(鴛湖)라고 부르기도 한다. 저장성의 3대 명호(名湖) 중의 하나로 손꼽힌다.

## 연우루
호수 가운데는 작은 섬이 있고, 이곳에 10세기에 세워진 연우루(烟雨楼)라는 유명한 정자가 있다. 1548년 명나라 때 지방 관료들이 수로를 정비하고 바닥을 파내 호수 중앙에 섬을 만들었다. 그리하여 다음해 연우탑을 이곳에 재건하였다. 1550년 대에는 이곳에 강남 양식의 정원이 들어서게 되었다.

## 중국 공산당 탄생지
호수의 주변에는 중국공산당 탄생처 유적지가 있는데, 1921년 8월 2일 중국공산당 제1차 전국대표대회를 이곳 남호의 놀잇배 위에서 마쳤다. 그때 이곳에서 중국공산당 탄생을 선언한다. 그래서 남호는 중국 혁명의 성지로 손꼽힌다.

## 대한민국 임시정부 피난처
또한 윤봉길 의사의 상하이 홍커우 공원 의거로 인해 대한민국 임시정부의 요인들이 일본군에게 쫓겨서 이곳에서 회의를 개최한 것으로도 유명하다. 주변에 김구 선생 등 임정 요인의 피난처가 자싱의 시내에 있다.

## 문학 속의 남호
김용의 소설 사조영웅전은 저장성의 실제 배경이 나오는 데, 이곳 가흥이 가장 중요한 무대가 된다. 가흥(嘉興, 자싱시)의 남호 주변의 취선루에서 강남칠협과 전진파 도사 구처기의 만남이 이뤄지며, 호수 중앙의 연우루는 중반 이후의 주요 배경이 된다.
또한 우가촌이 등장하는 곽씨와 양씨의 고향인 소흥주의 고향 소흥(紹興, 사오싱시)이나 황약사와 황용의 거처인 주산(舟山, 저우산시)의 도화도도 멀지 않은 곳에 위치한다.